# 대한민국 최초 운용 전투기(F-51D 무스탕)
대한민국 최초 운용 전투기(F-51D 무스탕)는 공군사관학교내 공군박물관과 서울 전쟁기념관에 있는 전투기이다. 2016년 10월 20일 대한민국의 국가등록문화재 제666호로 지정되었다.

## 개요
F-51D 무스탕 전투기는 1950년 6월 25일 한국전쟁이 발발하자 7월 2일 대한민국 공군이 미국으로부터 인수해 최초로 운용한 전투기로, 전쟁기간 동안 조선인민군 공군에 대해 괄목할 만한 작전을 펼친 대한민국 공군의 주력기였다.
역사적 가치가 높고 항공기 운용 기술, 조종사 훈련 등에 활용되어 대한민국 공군력 근대화의 중요한 역할을 하였다는 점에서 등록 가치가 있다.

## 같이 보기
- 노스아메리칸 P-51/F-51 머스탱

## 참고 자료
- 대한민국 최초 운용 전투기(F-51D 무스탕) - 국가유산청 국가유산포털